# Ботвуд
Ботвуд (англ. Botwood) — містечко в Канаді, у провінції Ньюфаундленд і Лабрадор.

## Населення
За даними перепису 2016 року, містечко нараховувало 2875 осіб, показавши скорочення на 4,4%, порівняно з 2011-м роком. Середня густина населення становила 191,1 осіб/км².
З офіційних мов обидвома одночасно володіли 40 жителів, тільки англійською — 2 760. Усього 15 осіб вважали рідною мовою не одну з офіційних.
Працездатне населення становило 48,7% усього населення, рівень безробіття — 21,9% (29,8% серед чоловіків та 14,2% серед жінок). 92,7% осіб були найманими працівниками, а 3,4% — самозайнятими.
Середній дохід на особу становив $32 966 (медіана $24 299), при цьому для чоловіків — $37 921, а для жінок $28 202 (медіани — $30 357 та $21 184 відповідно).
22,4% мешканців мали закінчену шкільну освіту, не мали закінченої шкільної освіти — 32,4%, 45,4% мали післяшкільну освіту, з яких 18,4% мали диплом бакалавра, або вищий.
| Статево-вікова структура населення | Статево-вікова структура населення | Статево-вікова структура населення | Статево-вікова структура населення | Статево-вікова структура населення |
| ---------------------------------- | ---------------------------------- | ---------------------------------- | ---------------------------------- | ---------------------------------- |
|                                    |                                    |                                    |                                    |                                    |
| Всього                             | Всього                             | 47,8%52,2%                         |                                    |                                    |
| 0 — 14 років                       | 0 — 14 років                       |                                    | 13%                                | 13%                                |
| 15 — 64 років                      | 15 — 64 років                      |                                    | 59%                                | 59%                                |
| 65 і більше                        | 65 і більше                        |                                    | 28%                                | 28%                                |
| 85 і більше                        | 85 і більше                        |                                    | 3,3%                               | 3,3%                               |
| Середній вік (років)               | Середній вік (років)               | 47,048,8                           | 47,9                               | 47,9                               |
| Медіана (років)                    | Медіана (років)                    | 51,252,5                           | 51,8                               | 51,8                               |
| — чоловіки — жінки                 |                                    |                                    |                                    |                                    |

| Походження мешканців:     | Походження мешканців:     | Походження мешканців: | Походження мешканців: | Походження мешканців: |
| ------------------------- | ------------------------- | --------------------- | --------------------- | --------------------- |
| Походження                |                           |                       | осіб                  | %                     |
| Корінні американці        | Корінні американці        |                       | 135                   | 4.87%                 |
| Інше північноамериканське | Інше північноамериканське |                       | 1 750                 | 63.18%                |
| Європейське               | Європейське               |                       | 1 240                 | 44.77%                |
| британське                | британське                |                       | 1 180                 | 42.6%                 |
| французьке                | французьке                |                       | 45                    | 1.62%                 |
| Азійське                  | Азійське                  |                       | 10                    | 0.36%                 |

| Зайнятість населення за галузями (за класифікацією NOC): | Зайнятість населення за галузями (за класифікацією NOC): | Зайнятість населення за галузями (за класифікацією NOC): | Зайнятість населення за галузями (за класифікацією NOC): | Зайнятість населення за галузями (за класифікацією NOC): |
| -------------------------------------------------------- | -------------------------------------------------------- | -------------------------------------------------------- | -------------------------------------------------------- | -------------------------------------------------------- |
|                                                          |                                                          |                                                          |                                                          |                                                          |
| Управління                                               | Управління                                               |                                                          | 6,7%                                                     | 6,7%                                                     |
| Бізнес, фінанси та адміністрування                       | Бізнес, фінанси та адміністрування                       |                                                          | 7,6%                                                     | 7,6%                                                     |
| Природничі та прикладні науки                            | Природничі та прикладні науки                            |                                                          | 2,7%                                                     | 2,7%                                                     |
| Охорона здоров'я                                         | Охорона здоров'я                                         |                                                          | 11,6%                                                    | 11,6%                                                    |
| Освіта, правозахист, муніципальні та урядові служби      | Освіта, правозахист, муніципальні та урядові служби      |                                                          | 18,8%                                                    | 18,8%                                                    |
| Мистецтво, культура, відпочинок та спорт                 | Мистецтво, культура, відпочинок та спорт                 |                                                          | 0,9%                                                     | 0,9%                                                     |
| Роздрібна торгівля та послуги                            | Роздрібна торгівля та послуги                            |                                                          | 21%                                                      | 21%                                                      |
| Гуртова торгівля, транспорт та обладнання                | Гуртова торгівля, транспорт та обладнання                |                                                          | 25%                                                      | 25%                                                      |
| Природні ресурси, сільське господарство                  | Природні ресурси, сільське господарство                  |                                                          | 4,9%                                                     | 4,9%                                                     |
| Виробництво                                              | Виробництво                                              |                                                          | 2,2%                                                     | 2,2%                                                     |

## Клімат
Середня річна температура становить 4,2°C, середня максимальна – 20,6°C, а середня мінімальна – -13,9°C. Середня річна кількість опадів – 1 040 мм.
| Клімат поселення                              | Клімат поселення | Клімат поселення | Клімат поселення | Клімат поселення | Клімат поселення | Клімат поселення | Клімат поселення | Клімат поселення | Клімат поселення | Клімат поселення | Клімат поселення | Клімат поселення | Клімат поселення |
| Показник                                      | Січ.             | Лют.             | Бер.             | Квіт.            | Трав.            | Черв.            | Лип.             | Серп.            | Вер.             | Жовт.            | Лист.            | Груд.            |                  |
| Середній максимум, °C                         | −1,96            | −2,33            | 1,88             | 7,58             | 12,95            | 17,73            | 20,38            | 20,55            | 15,41            | 10,04            | 5,28             | −0,61            |                  |
| Середня температура, °C                       | −7,77            | −8,13            | −3,92            | 1,77             | 7,16             | 11,93            | 16,78            | 16,95            | 11,83            | 6,46             | 1,67             | −4,21            |                  |
| Середній мінімум, °C                          | −13,57           | −13,93           | −9,7             | −4,02            | 1,36             | 6,12             | 13,18            | 13,36            | 8,23             | 2,86             | −1,92            | −7,81            |                  |
| Норма опадів, мм                              | 88               | 81               | 77               | 70               | 77               | 86               | 84               | 101              | 100              | 105              | 86               | 85               |                  |
| Середньомісячна швидкість вітру, м/с          | 6.90             | 6.49             | 6.29             | 5.72             | 5.20             | 4.90             | 4.60             | 4.70             | 5.28             | 5.86             | 6.50             | 6.89             |                  |
| Середньомісячна сонячна радіація, кДж/м²·день | 3716             | 6658             | 10688            | 14244            | 17328            | 18916            | 18787            | 15711            | 11577            | 6842             | 3872             | 2814             |                  |
| --------------------------------------------- | ---------------- | ---------------- | ---------------- | ---------------- | ---------------- | ---------------- | ---------------- | ---------------- | ---------------- | ---------------- | ---------------- | ---------------- | ---------------- |
| Джерело:                                      |                  |                  |                  |                  |                  |                  |                  |                  |                  |                  |                  |                  |                  |